# Арбітражний керуючий
Арбітражний керуючий — фізична особа, яка отримала відповідне свідоцтво та інформація про яку внесена до Єдиного реєстру арбітражних керуючих України. У різних судових процедурах арбітражний керуючий виконує повноваження розпорядника майна, керуючого санацією, керуючого реалізацією, керуючого реструктуризацією або ліквідатора. Через арбітражного керуючого здійснюється зв'язок між сторонами, господарським судом та іншими учасниками у справі про банкрутство.
Арбітражним керуючим може бути громадянин України, який має вищу юридичну або економічну освіту другого (магістерського) рівня, загальний стаж роботи за фахом не менше трьох років або не менше одного року після отримання відповідної вищої освіти на керівних посадах, пройшов навчання та стажування протягом шести місяців у порядку, встановленому державним органом з питань банкрутства, володіє державною мовою та склав кваліфікаційний іспит.
Арбітражний керуючий користується усіма правами розпорядника майна, керуючого санацією, керуючого реструктуризацією, керуючого реалізацією, ліквідатора відповідно до законодавства, у тому числі має право:
- звертатися до суду у випадках, передбачених Кодексом України з процедур банкрутства;
- скликати збори і комітет кредиторів та брати в них участь з правом дорадчого голосу;
- отримувати винагороду в розмірі та порядку, передбачених цим Кодексом;
- залучати для забезпечення виконання своїх повноважень на договірних засадах інших осіб та спеціалізовані організації з оплатою їхньої діяльності за рахунок боржника, якщо інше не встановлено цим Кодексом чи угодою з кредиторами;
- звертатися із запитами арбітражного керуючого, у тому числі щодо отримання копій документів, до органів державної влади, органів місцевого самоврядування, їх посадових і службових осіб, підприємств, установ, у тому числі банків, небанківських надавачів платіжних послуг, емітентів електронних грошей, депозитарних установ та інших професійних учасників ринків капіталу, організацій, громадських об’єднань, а також до фізичних осіб;
- отримувати від банків, небанківських надавачів платіжних послуг, емітентів електронних грошей, депозитарних установ та інших професійних учасників ринків капіталу інформацію про наявність рахунків та/або залишок коштів на рахунках боржника (у тому числі на рахунках у цінних паперах) / електронних гаманцях, рух коштів та операції на рахунках боржника (у тому числі на рахунках у цінних паперах) / електронних гаманцях, а також інформацію про договори боржника про зберігання цінностей або надання боржнику в майновий найм (оренду) індивідуального банківського сейфа;
- отримувати інформацію з державних реєстрів;
- подавати до господарського суду заяву про дострокове припинення своїх повноважень;
- здійснювати інші повноваження, передбачені Кодексом України з процедур банкрутства.

Арбітражний керуючий є суб’єктом незалежної професійної діяльності. Арбітражний керуючий з моменту постановлення ухвали (постанови) про призначення його керуючим санацією або ліквідатором до моменту припинення здійснення ним повноважень прирівнюється до службової особи підприємства-боржника. 
Для здобуття спеціальних знань арбітражного керуючого (розпорядника майна, керуючого санацією, ліквідатора) суб'єкт підприємницької діяльності повинен пройти навчання у відповідних навчальних закладах.
Право на здійснення діяльності арбітражного керуючого надається особі, яка отримала відповідне свідоцтво у порядку, встановленому Кодексом України з процедур банкрутства, та внесена до Єдиного реєстру арбітражних керуючих України
Розпорядник майна призначається судом із числа осіб, зареєстрованих державним органом з питань банкрутства як арбітражні керуючі, відомості про яких надаються в установленому порядку Вищому господарському суду України. Розпорядник майна призначається на 115 дн. Цей строк може бути продовжений або скорочений судом за клопотанням комітету кредиторів чи самого розпорядника майна або власника.
Керуючий санацією призначається судом шляхом винесення ухвали, на строк, що не може перевищувати строку дії процедури розпорядження майном. Кандидатури керуючого санацією можуть бути запропоновані комітету кредиторів будь-яким із кредиторів, представником органу, уповноваженого управляти майном боржника. Керуючим санацією може бути особа, яка виконувала повноваження розпорядника майна, або керівник підприємства, якщо на це є згода комітету кредиторів та (або) інвесторів.
Ліквідатор призначається судом постановою про визнання боржника банкрутом. Господарський суд має право призначити ліквідатором особу, яка виконувала повноваження розпорядника майна або (та) керуючого санацією боржника.